# Liste des évêques et archevêques de Strasbourg
Pour un article plus général, voir Archidiocèse de Strasbourg.
Les évêques de Strasbourg occupent le siège dit « de Saint-Arbogast ». Du xe siècle jusqu'à la fin du XVIIIe siècle, ils étaient princes d'Empire et exercaient leur autorité sur la principauté épiscopale de Strasbourg (qui n'inclut plus la ville de Strasbourg elle-même à partir de 1262).
Strasbourg, jusqu'alors évêché, fut élevé au rang d'archevêché en octobre 1988 lors de la visite du pape Jean-Paul II. L'archevêque de Strasbourg a la particularité d'être l'un des deux seuls évêques catholiques au monde à ne pas être formellement nommés par le Pape, mais par un pouvoir temporel, en l'occurrence le Président de la République française (l'autre étant l'évêque de Metz ; cf. Concordat en Alsace-Moselle pour plus de détails). Il est aussi à noter que l'archevêque de Strasbourg n'est théoriquement qu'évêque, en effet, l’ordonnance soumise au premier ministre de la République Française changeant le statut de l'évêché de Strasbourg n'a jamais été signée.

## Évêques et archevêques de Strasbourg

### IVesiècle
1. v. 340 : Amandus (346-359)
2. ...-... : Justus IVe siècle
3. ...-... : Maximinus IVe siècle

### Ve–VIesiècle
1. v. 430 : Valentinus Ve siècle
2. ...-... : Solarius Ve siècle
3. ...-...: Ansoaldus
4. ...-... : Biulfus
5. ...-... : Magnus

### VIIesiècle
1. ...-... : Aldus ou Alsoaldus, assista au synode des évêques francs à Paris le 10 octobre 614. v. 614
2. ...-... : Garoinus
3. ...-... : Landbertus
4. 660-673 ? : Rotharius
5. v. 630 ou v. 673-678 : saint Arbogast, premier évêque de souche franque
6. 678-693 : saint Florent

### VIIIesiècle
1. ...-... : Rodobaldus
2. ...-... : Magnebertus
3. ...-... : Lobiolus
4. ...-... : Gundoaldus
5. ...-... : Gando
6. v. 728 : Witgernus
7. 728-734 : Wandalfridus
8. 734-après 763 : Heddon[1]
9. après 763-776 : Helidulfus[2]
10. 776-783 : Remi ou Remigius ou Remedius
11. 783-après 786 : Rachion

### IXesiècle
1. après 786-Ý 816 : Uto I
2. 816-Ý 817 : Erlehardus
3. 817-Ý 822 : Adalloc ou Adeloch
4. ...-840 : Bernold
5. ...-... : Uto II
6. 852-874 : Ratoldus
7. 874-888 : Reginhardus

### Xesiècle
1. 888-906 : Baldramus
2. 906-913 : Otbertus
3. 913-916 : Gozfridus
4. 916-933 : Richewin
5. 933-950 : Ruthard
6. 950-965 : Uton III
7. 965-991 : Erchenbald
8. 991-999 : Widerold

### XIesiècle
1. 999-1001: Amawich
2. 1002-1028 : Werner I de Bavière
3. 1028-1047 : Guillaume Ier, évêque de Strasbourg[3]
4. 1047-1065 : Hermann, évêque de Strasbourg
5. 1065-1077 : Werner II von Achalm (de)
6. 1078-1082 : Thiepald
7. 1082-1100 : Otto de Hohenstaufen

### XIIesiècle
1. 1100 : Balduin / Baudouin
2. 1100-1123 : Cunon
3. 1123-1125 : Brunon
4. 1125-1127 : Eberhard, évêque de Strasbourg
5. 1127-1129 : Vacance de pouvoir
6. 1129-1131 : Bruno de Hohenberg
7. 1131-1141 : Gebhard
8. 1141-1162 : Burchard
9. 1163-1179 : Rodolphe, évêque de Strasbourg
10. 1179-1180 : Conrad I de Geroldseck, évêque élu et non consacré
11. 1180-1190 : Henri Ier de Hasebourg

### XIIIesiècle
1. 1190-1202 : Conrad II de Hunebourg
2. 1202-1223 : Henri II de Veringen
3. 1223-1244 : Berthold Ier de Teck
4. 1245-1260 : Henri III de Stahleck
5. 1260-1263 : Walter de Geroldseck
6. 1263-1273 : Henri IV de Geroldseck
7. 1273-1299 : Conrad de Lichtenberg, évêque élu et non consacré

### XIVesiècle
1. 1299-1305 : Frédéric Ier de Lichtenberg
2. 1306-1328 : Jean de Dürbheim
3. 1328-1353 : Berthold II de Bucheck
4. 1353-1365 : Jean II de Lichtenberg, prit le titre en 1359 de Landgrave de Basse-Alsace
5. 1365-1371 : Jean de Luxembourg-Ligny
6. 1371-1375 : Lambert de Buren
7. 1375-1393 : Frédéric de Blankenheim

### XVesiècle
1. 1393-1439 : Guillaume II de Diest, évêque élu et non consacré
2. 1439-1440 : Conrad IV de Bussnang, contraint à la démission peu après son élection
3. 1440-1478 : Robert de Palatinat-Simmern

### XVIesiècle
1. 1478-1506 : Albrecht von Pfalz-Mosbach
2. 14??-14?? : Christophe d'Utenheim
3. 1506-1541 : Guillaume III de Hohnstein
4. 1541-1568 : Érasme de Limbourg
5. 1568-1592 : Jean de Manderscheid
6. 1592-1604 : Jean Georges de Brandebourg, évêque protestant en guerre contre le camp catholique de Charles de Lorraine (Guerre des évêques)

### XVIIesiècle
| Portrait | Armoiries | Épiscopat   | Titulaire                                                             | Notes                                                      |
| -------- | --------- | ----------- | --------------------------------------------------------------------- | ---------------------------------------------------------- |
|          |           | 1592 - 1607 | Charles de Lorraine (1567-1607), 85e évêque de Strasbourg.            | Prince-évêque de Strasbourg.                               |
|          |           | 1607 - 1625 | Léopold V d'Autriche-Tyrol (1586-1632), 84e évêque de Strasbourg.     | Administrateur laïc.                                       |
|          |           | 1626 - 1662 | Léopold-Guillaume de Habsbourg (1614-1662), 85e évêque de Strasbourg. | Administrateur laïc.                                       |
|          |           | 1663 - 1682 | François-Egon de Fürstenberg (1626-1682), 86e évêque de Strasbourg.   | Prince-évêque de Strasbourg.                               |
|          |           | 1682 - 1704 | Guillaume-Egon de Fürstenberg (1629-1704), 87e évêque de Strasbourg.  | Cardinal, Prince-évêque de Strasbourg, frère du précédent. |

### XVIIIesiècle
| Portrait | Armoiries | Épiscopat   | Titulaire                                                                                                  | Notes                                                                 |
| -------- | --------- | ----------- | --- | --------------------------------------------------------------------- |
|          |           | 1704 - 1749 | Armand Gaston Maximilien, prince de Rohan dit « le Grand-Cardinal » (1674-1749), 89e évêque de Strasbourg. | Cardinal-prêtre de la Trinité-des-Monts, Prince-évêque de Strasbourg. |
|          |           | 1749 - 1756 | Armand de Rohan-Soubise (1717-1756), 90e évêque de Strasbourg.                                             | Cardinal, Prince-évêque de Strasbourg.                                |
|          |           | 1756 - 1779 | Louis Constantin, prince de Rohan-Guéméné (1697-1779), 91e évêque de Strasbourg.                           | Cardinal, Prince-évêque de Strasbourg.                                |
|          |           | 1779 - 1801 | Louis René, prince de Rohan-Guéméné (1734-1803), 92e évêque de Strasbourg.                                 | Cardinal, Prince-évêque de Strasbourg.                                |

### XIXesiècle
| Portrait | Armoiries | Épiscopat   | Titulaire                                                                      | Notes |
| -------- | --------- | ----------- | ------------------------------------------------------------------------------ | --- |
|          |           | 1802 - 1813 | Jean-Baptiste Pierre Saurine (1733-1813), 93e évêque de Strasbourg.            | Évêque. |
| -        | -         | 1813 - 1817 | Poste vacant                                                                   | |
|          |           | 1817 - 1823 | Gustave Maximilien Juste de Croÿ-Solre (1773-1844), 94e évêque de Strasbourg.  | Évêque, armoiries comportant les Ornements extérieurs des cardinaux, commandeurs du Saint-Esprit, Grand Aumônier et pair de France, la croix est à double traverse puisqu'il fût Archevêque de Rouen (Primat de Normandie).                          |
|          |           | 1823 - 1826 | Claude-Marie-Paul Tharin (1787-1843), 95e évêque de Strasbourg.                | Évêque. |
|          |           | 1826 - 1842 | Jean-François-Marie Le Pappe de Trévern (1754-1844), 96e évêque de Strasbourg. | Évêque. |
|          |           | 1842 - 1887 | André Raess (1794-1887), 97e évêque de Strasbourg.                             | Évêque. Armes : d'argent, à la bande de gueules, chargée d'une massue d'or, accompagnée d'une main mouvante du chef, tenant un livre fermé et marqué d'une croix, le tout d'or, et en pointe d'un cep de vigne sur une terrasse, le tout au naturel. |
|          |           | 1887 - 1890 | Pierre-Paul Stumpf (1822-1890), 98e évêque de Strasbourg.                      | Évêque. |
|          |           | 1890 - 1919 | Adolf Fritzen (1838-1919), 99e évêque de Strasbourg.                           | Évêque. |

### XXesiècle
| Portrait | Armoiries | Épiscopat   | Titulaire                                                          | Notes                                                                    |
| -------- | --------- | ----------- | ------------------------------------------------------------------ | ------------------------------------------------------------------------ |
|          |           | 1890 - 1919 | Adolf Fritzen (1838-1919), 99e évêque de Strasbourg.               | Évêque.                                                                  |
|          |           | 1919 - 1945 | Charles-Joseph-Eugène Ruch (1873-1945), 100e évêque de Strasbourg. | Évêque.                                                                  |
|          |           | 1945 - 1966 | Jean-Julien Weber (1888-1981), 101e évêque de Strasbourg.          | Évêque puis Archevêque de Strasbourg à titre personnel à partir de 1962. |
|          |           | 1967 - 1984 | Léon-Arthur Elchinger (1908-1998), 102e évêque de Strasbourg.      | Évêque.                                                                  |
|          |           | 1984 - 1997 | Charles-Amarin Brand (1920-2013), 103e évêque de Strasbourg.       | Archevêque à titre personnel puis Archevêque à partir de 1988.           |
|          |           | 1997 - 2007 | Joseph Doré (né en 1936), 104e évêque de Strasbourg.               | Archevêque.                                                              |

### XXIesiècle
| Portrait | Armoiries | Épiscopat       | Titulaire                                                   | Notes |
| -------- | --------- | --------------- | ----------------------------------------------------------- | --- |
|          |           | 1997 à 2007     | Joseph Doré (né en 1936) 104e évêque de Strasbourg.         | |
|          |           | 2007 à 2017     | Jean-Pierre Grallet (né en 1941) 105e évêque de Strasbourg. | |
|          |           | 2017 à 2023     | Luc Ravel (né en 1957) 106e évêque de Strasbourg.           | Il a présenté sa démission le 20 avril 2023 à la suite d'une visite apostolique du diocèse de Strasbourg. Elle a été acceptée le 27 mai 2023. |
|          |           | 2024 - en cours | Pascal Delannoy (né en 1957) 107e évêque de Strasbourg.     | |

## Évêques auxiliaires

### En service
- Christian Kratz depuis le 18 décembre 2000.

### Évêques auxiliaires émérites
- Vincent Jordy du 19 septembre 2008 au 22 juillet 2011.
- Vincent Dollmann du 25 juillet 2012 au 25 mai 2018.
- Gilles Reithinger du 26 juin 2021 au 14 février 2024.